# William Hamilton (poète)
Pour les articles homonymes, voir William Hamilton et Hamilton.
William Hamilton, né en 1704 à Ecclesmachan (en) en Écosse et mort le 25 mars 1754 à Lyon, est un poète jacobite écossais.

## Biographie
Deuxième fils de James Hamilton de Bangour, avocat, dont le grand-père, James, deuxième fils de John Hamilton de Little Earnock, Lanarkshire, a fondé la famille Bangour, à la mort de son frère aîné, sans héritier, en 1750, il hérite du domaine.
Entre 1724 et 1727, il collabore au Tea Table Miscellany d'Allan Ramsay.
Partisan des Stuarts, Hamilton célèbre dans Gladsmuir la victoire jacobite à la bataille de Prestonpans. Il parvient à s'échapper à Culloden et se cache un temps dans les hautes terres où il rédige A Soliloquy wrote in June 1746 qui témoigne de son profond ennui. Finalement, il parvient à gagner la France.
Ses derniers jours sont passés à Lyon, où il meurt de consomption, le 25 mars 1754. Son corps est rapatrié en Écosse et inhumé à Holyrood Abbey.
Il est célèbre pour sa balade populaire The Braes of Yarrow.